# Parafia Świętych Apostołów Piotra i Pawła w Długopolu Górnym
Parafia św. Apostołów Piotra i Pawła w Długopolu Górnym znajduje się w dekanacie międzyleskim w diecezji świdnickiej. Była erygowana w XIV w. Jej proboszczem jest ks. Arkadiusz Raczyński. 

## Kościoły filialne parafii

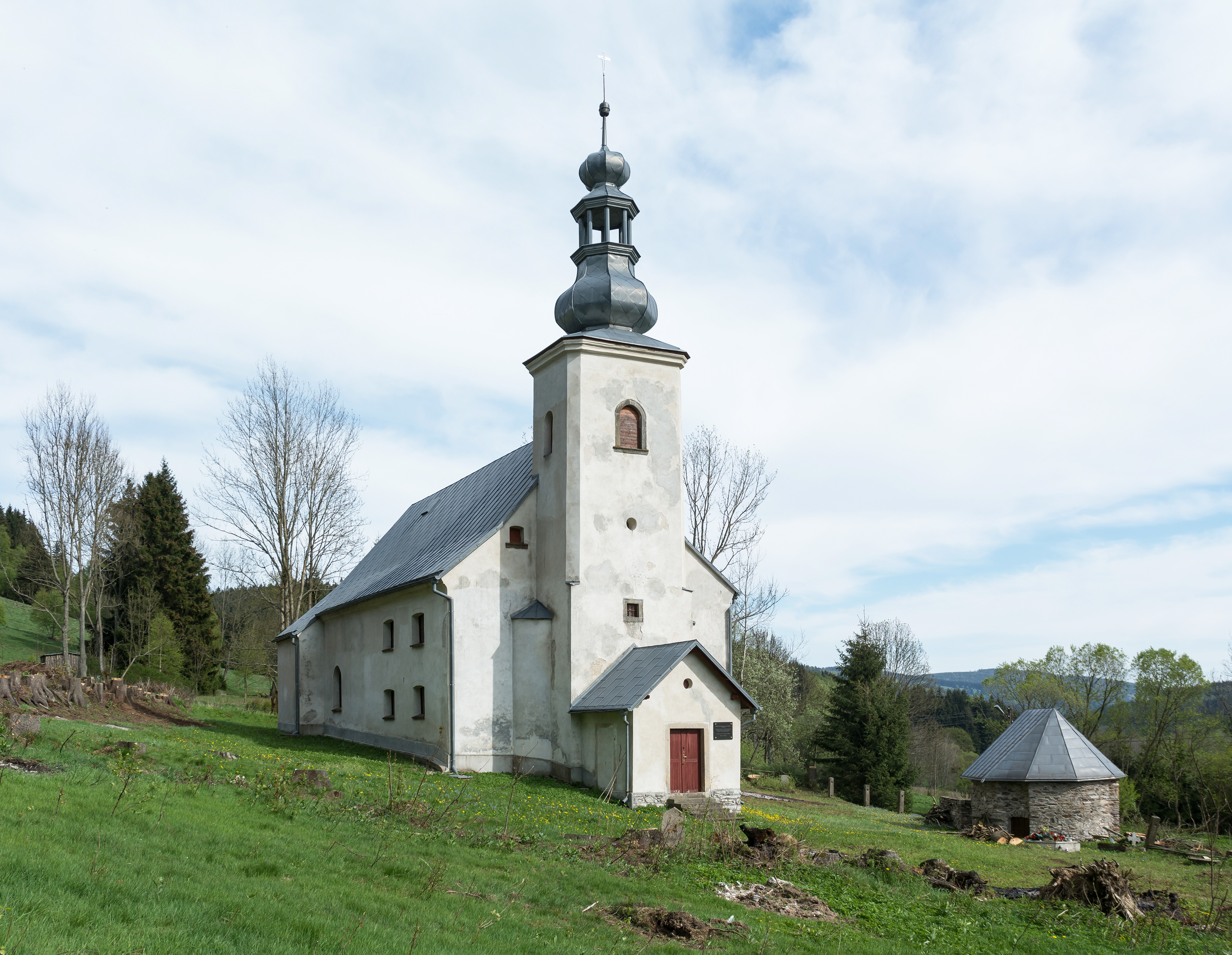
Kościół Podwyższenia Krzyża Świętego w Rudawie
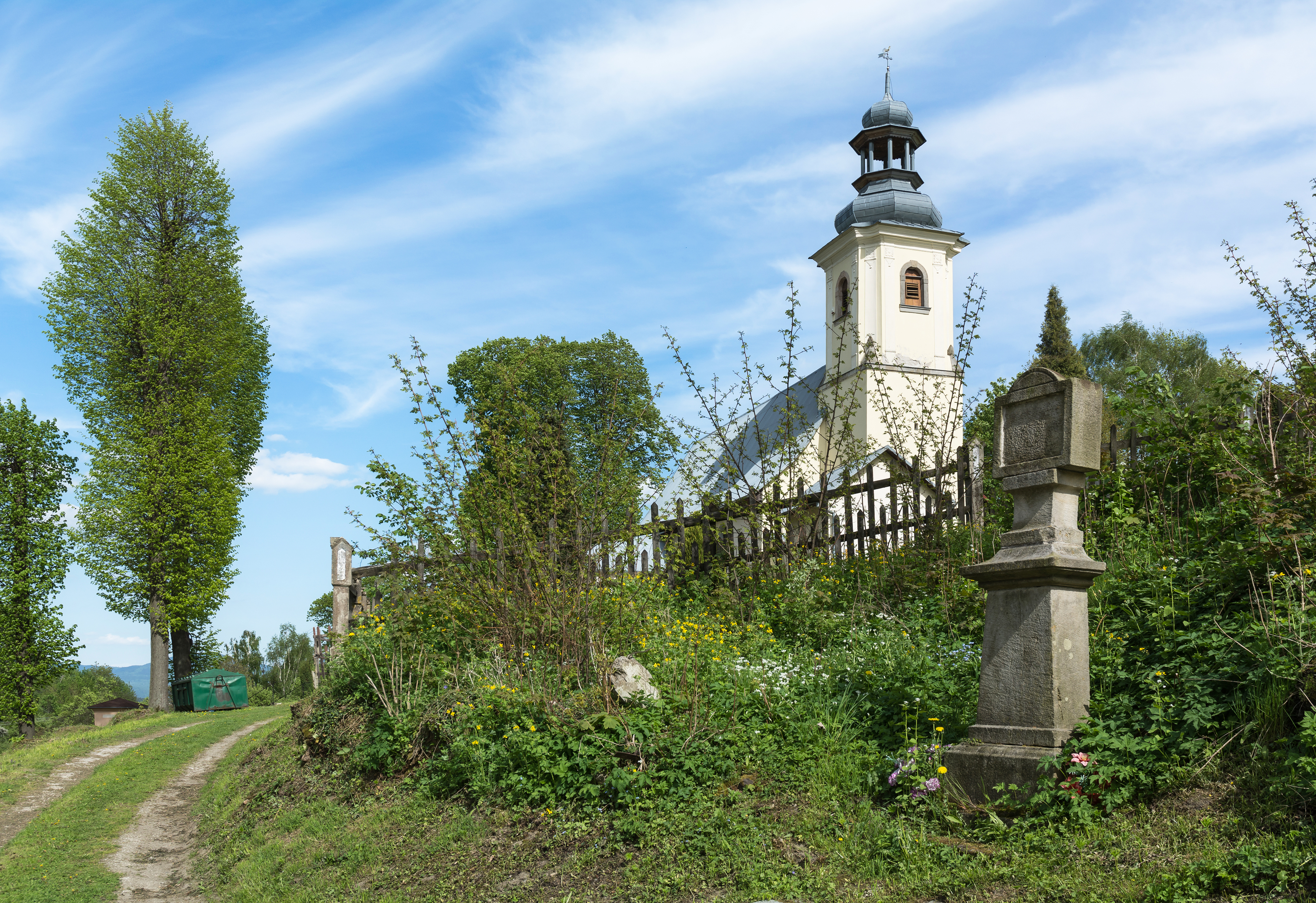
Kościół św. Sebastiana w Porębie